# فيوليت بلامر
فيوليت بلامر (بالإنجليزية: Violet Plummer)‏ هي طبيبة أسترالية، ولدت في 8 يوليو 1873 في كامبرداون ‏ في أستراليا، وتوفيت في 17 يونيو 1962.